# Philippe de Montaut-Bénac de Navailles
Pour les articles homonymes, voir Montaut, Bénac et Navailles (homonymie).
Philippe III (ou II) de Montaut-Bénac, vicomte puis duc de Navailles, né en 1619 et mort le 5 février 1684, est un maréchal de France.
Il est pair de France, chevalier des Ordres du roi, deuxième duc puis vicomte de Lavedan, duc-pair de Montaut (duché-pairie sis à Lavalette par transfert du duché de Lavedan), marquis de Bénac, gouverneur-sénéchal de Bigorre etc.

## Biographie

### Famille
Philippe III (ou II) est le fils puîné de Philippe II (ou Ier) de Montaut (1579-1654 ; baron puis marquis de Bénac, seigneur/baron de Navailles, premier duc de Lavedan, pair de France, sénéchal de Bigorre), et de Judith de Gontaut, dame de Saint-Geniès et de Badefol, ;
Sa famille possédait Montaut en Toulousain, et se rattachait probablement, mais pas assurément, à l'ancienne famille féodale de cette localité (sans doute issue des Noé) ; la parenté avec la famille de Montault toujours subsistante (qui semble venue des Montaut en Armagnac) est possible, sans certitude.
Son père, Philippe II de Montaut, était le fils de Bernard de Montaut-Bénac et de Tabitha de Gabaston.
Ledit Bernard de Montaut, sénéchal de Bigorre en 1578, était le fils de Jean-Marc de Montaut-Bénac et de Madeleine d'Andouins, dame de Navailles ; Bernard était aussi le frère cadet d'un autre Philippe (Ier) de Montaut-Bénac, sénéchal de Bigorre en 1599, époux sans postérité de Marie de Gontaut-St-Geniès-Badefol (fille d'Armand de Gontaut et de Jeanne de Foix) qui fut aussi la femme de Jean-Jacques de Bourbon, vicomte de Lavedan, et la tante paternelle de Judith de Gontaut-St-Geniès ci-dessus (la mère de notre maréchal-duc Philippe) : ainsi, Marie de Gontaut était la grand-tante du maréchal-duc Philippe de Montaut, et sa grand-tante par alliance ; cette double parenté explique la dévolution de la vicomté de Lavedan aux Montaut-Bénac.
Il avait un frère : Henri de Montaut de Navailles Saint-Geniès qui fut Lieutenant Général des armées du roi.
L'enfant est élevé dans les principes de la religion réformée.

### États de service
Il devient à quatorze ans page du cardinal de Richelieu. À la demande de ce dernier, il abjure dix-huit mois plus tard, contrairement à son frère aîné Cyrus qui reste fidèle au protestantisme. En 1637, le cardinal le fit enseigne de la compagnie colonelle de son régiment de la Marine. Il est en 1638 au siège de Saint-Omer et au combat de Polincove, en 1639 au siège d'Hesdin, et en 1640 au siège d'Arras. Le cardinal lui envoie alors une commission de capitaine. Mais il quitte le régiment de La Marine pour devenir en 1641 colonel du régiment d'infanterie de Navailles, mis sur pied 40 ans plus tôt par son oncle, Bernard de Montaut. Il conduit son unité en Piémont, dans l'armée d'Italie que commande le comte d'Harcourt. Il participe à la plupart des sièges. Il se distingue à celui de Tortone, en novembre 1642. En 1643, il sert notamment au siège de la citadelle d'Asti.
Richelieu étant mort, il s'attache au cardinal Mazarin. Le 4 février 1645, il obtient du cardinal le régiment d'infanterie d'Artois, qu'il va conserver jusqu'en 1652. Il sert au siège de Roses (mai 1645). En septembre, il est envoyé en Flandre. Il sert au siège de Lens (septembre-octobre).
En 1646, il est nommé sergent de bataille. Au printemps, il retourne en Italie. Il sert au siège d'Orbetello (mai à juillet). La même année, il est maréchal de camp sous le duc de Modène qui vient de se rattacher à la France. En 1648, il est gravement blessé au siège de Crémone.
Durant la Fronde (1648-1653), il reste fidèle au cardinal Mazarin. En 1650, Louis XIV le fait lieutenant général. Il participe à la bataille de Rethel (15 décembre), où il contribue à la défaite de Turenne. En remerciement, le roi lui donne le gouvernement de Bapaume<. En 1651, Navailles conduit Mazarin de la frontière de Flandre à Poitiers, où se trouve le roi. En 1652, il combat les frondeurs dans l'Orléanais et l'Anjou.
En 1653, il obtient la charge de capitaine-lieutenant des Chevau-légers de la Garde. Il devient duc de Navailles à la mort de son père, en 1654.
En 1658, en qualité de capitaine général, il commande les troupes du roi en Italie sous le duc de Modène. Il a en même temps le titre d'ambassadeur extraordinaire vers les princes d'Italie. Après la mort du duc de Modène (14 octobre), il commande en chef jusqu'à la paix, le 7 novembre 1659.
Le 26 février 1660, il est nommé gouverneur du Havre. En décembre, il fait transférer sur sa terre de La Valette, en Angoumois, les titre et dignité de duché-pairie, sous le nom de duché-pairie de Montaut. Il est reçu chevalier de l'Ordre du Saint-Esprit le 31 décembre 1661.
Il connaît une première disgrâce en 1664, du fait de son épouse (voir ci-dessous), et doit s'exiler sur ses terres, par exemple à Boucard (château qu'il avait acquis en étant créancier d'un héritier de la famille de Boucard, à qui il avait vendu la charge de gouverneur de Bapaume mais qui n'avait pu en honorer entièrement le prix).
En 1666, il obtient le commandement de La Rochelle et du pays d'Aunis. Il est envoyé au secours de Candie (juin-août 1669), mais n'y obtient aucun succès. Il est, à son retour, exilé une nouvelle fois dans ses terres, à Boucard, et pour trois ans.
Il rentre en grâce en 1673. Il reçoit le commandement des troupes d'Alsace, de Lorraine, du Pays messin, de Bourgogne et de Champagne. En 1674, il prend une part active et glorieuse à la deuxième conquête de la Franche-Comté. Son armée est regroupée le long du court tracé de la Saône (vers Pontailler-sur-Saône et Heuilley-sur-Saône) qui matérialise la frontière entre la Comté et la France. En février, il fait pénétrer son armée en Comté par un pont de bateaux installé au gué du Port-Saint-Pierre (Heuilley-sur-Saône) et par le pont de Pontailler. Puis il remonte vers le nord, pour prendre, le 28 du même mois, la ville de Gray, position très importante puis à la prise de Vesoul le 11 mars. Il contribue ensuite à la prise de Besançon en mai, et à la conquête totale de la province, achevée en juillet. Le 11 août, il commande l'aile gauche à Seneffe.
Il est créé maréchal de France le 30 juillet 1675.
Il obtient le commandement de l'armée du Roussillon en 1676, en remplacement du comte de Schomberg. Il y arrive fin janvier. Il franchit la frontière, entre dans l'Empordan et prend Figueres. Le 29 mai 1678, il prend Puigcerdà. Après le traité de Nimègue, il quitte le service.
Il est nommé en août 1683 gouverneur du duc de Chartres, le futur régent.
Il meurt à Paris, frappé d'apoplexie, le 5 février 1684 et est inhumé au couvent des Jacobins de la rue Saint-Jacques.

### Mariage et descendance
Il épouse le 19 février 1651 Suzanne de Beaudéan-Parabère (1627 - 15 février 1700), fille de Charles de Beaudéan, comte de Neuillan, gouverneur de Niort. Celle-ci, fille d'honneur d'Anne d'Autriche, gagne la confiance du cardinal Mazarin. En 1660, elle est nommée dame d'honneur de la reine Marie-Thérèse. Cette charge fait d'elle la surveillante des filles d'honneur. Elle la perd en juin 1664, par un zèle qui contrarie les écarts amoureux de Louis XIV, et par une calomnie,. Son mari est alors contraint de se démettre de son gouvernement du Havre et de sa compagnie de chevau-légers de la garde, et de renoncer à ses pensions. Deux ans plus tard, en mourant, Anne d'Autriche obtient du roi le pardon du duc et de la duchesse. Le couple a sept enfants :
- Charlotte Françoise Radegonde de Montaut, abbesse de Sainte-Croix de Poitiers en novembre 1680, morte le 12 février 1696[34] ;
- Françoise de Montaut (1653-1717), mariée le 25 août 1684 avec Charles III de Lorraine, duc d'Elbeuf, dont elle est la troisième femme[38] ;
- Philippe (IV ou III) de Montaut (1656-1678), marquis de Navailles et de Bénac. Colonel du régiment de Navailles[39], il se distingue à Puigcerdà (1678), et devient brigadier des armées du roi. Il meurt à 22 ans, avant son père[34] ;
- Gabrielle-Éléonore de Montaut (1657-1698), mariée en 1675 avec Henri II d'Orléans-Longueville, marquis de Rothelin[40], d'où la suite des sires de Bénac et des vicomtes de Lavedan ;
- Henriette de Montaut, abbesse de La Saussaye, près de Paris[34] ;
- Gabrielle de Montaut (1663-1727), dame de Lavalette, épouse en 1686 de Léonard-Hélie de Pompadour[41], marquis de Laurière ;
- Gabrielle de Montaut la jeune, religieuse[42].

## Mémoires
Le duc de Navailles laisse des Mémoires couvrant les années 1630 à 1682. Il emploie une partie du livre quatrième à justifier son départ de Candie.

## Armoiries
| Figure | Blasonnement |
|        | Armes de Philippe de Montault-Benac (1619-1684), vicomte de Navailles, puis duc de Lavedan et pair de France, puis duc de Montault et pair de France, seigneur du duché de La Valette, maréchal de France, chevalier du Saint-Esprit (reçu le 31 décembre 1661) - Écartelé : - au I, contre-écartelé d'or et de gueules (Gontaut-Biron) ; - au II, de gueules aux chaînes d'or posées en orle, en croix et en sautoir, chargées en cœur d'une émeraude au naturel (de Navarre) ; - au III, d'or aux trois pals de gueules (de Foix) ; - au IV, d'or aux deux vaches de gueules, accornées, colletées et clarinées d'azur, passant l'une sur l'autre (de Béarn) ; - sur le tout, écartelé : - aux I et IV, parti : - A, d'azur à deux mortiers de guerre d'argent, posés en pals, l'un sur l'autre (Montault de la branche de Saint-Sivier), - B, de gueules, à quatre otelles d'argent, posées en sautoir (Comminges), - aux II et III, d'azur aux deux lièvres d'or courant l'un sur l'autre (Bénac). |